# Espontaneidad humana
La espontaneidad se define como el conjunto de acciones irrazonadas presentes en el comportamiento humano.
Así, ésta resulta de la manifestación de los instintos como opuesta a la razón y por lo tanto es un concepto aplicable únicamente a los humanos, puesto que en comportamientos no humanos no existe el antagonismo entre razón y pasión. En una definición más excluyente, la espontaneidad es una característica de acciones que no requieren de motivos razonables, tales como las emociones, y entre estas, las emociones agradables, y solo por esta connotación meliorativa se diferencia la espontaneidad de la pasión.
- Datos: Q5840387